# Kodeks Cozcatzin

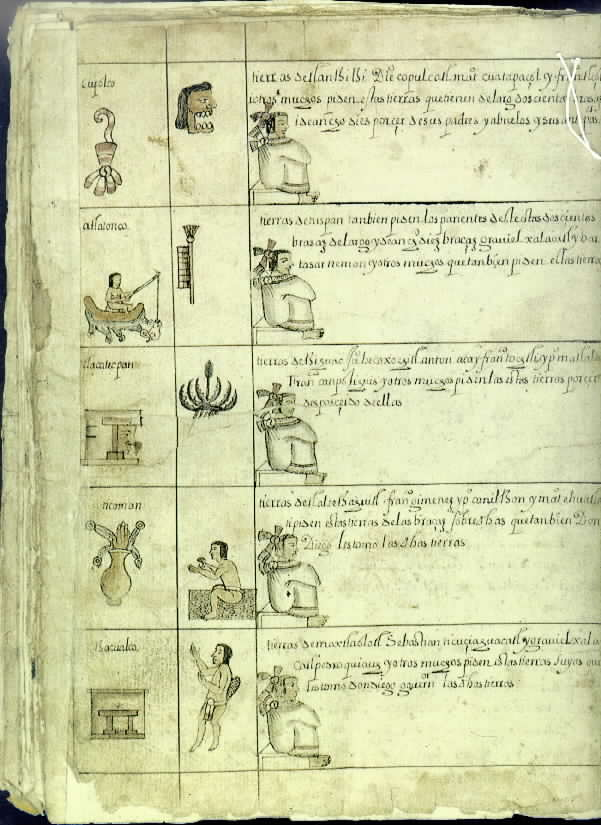
Strona z Kodeksu Cozcatzin

Kodeks Cozcatzin – średniowieczny manuskrypt pochodzący z Texcoco w Meksyku.

## Opis
Kodeks Cazcatzin powstał w 1572 roku. Jego nazwa pochodzi od nazwiska Don Juan Luis Cozcatzin, które znajdowało się na jednej ze stron. Został namalowany oryginalną techniką aztecką na 18 arkuszach, czyli 36 stronach europejskiego papieru. Napisy wykonane zostały w języku Nahuatl i hiszpańskim.
Kodeks składa się z kilku części. W pierwszej znajduje się lista posiadłości czwartego władcy Itzcóatl, panującego w latach 1427–1440. W pozostałych częściach znajdują się listy genealogiczne i historyczne dotyczące Tlatelolco i Tenochtitlán.
Obecnie Kodeks Cozcatzin znajduje się w Bibliotece Narodowej w Paryżu.

## Publikacje
- Codex Cozcatzin, Ruben Romero Galvan (UNAM), 1994 Collection MESOAMERICA ISBN 2-908782-09-X, Editions SUP-INFOR, 28 rue Racine, 75006, Paryż.
- „A Stylistic Analysis of the Codex Cozcatzin: Its Implications for the Study of Post Conquest Aztec Manuscripts”,  Estudios de Cultura Nahuatl, No. 24, 1994.